# F-22 Interceptor
F-22 Interceptor (яп. F22インターセプター, F22 Інта:сепута:) — відеогра в жанрі авіасимулятор, розроблена для ігрової приставки Sega Mega Drive у 1991 році.

## Ігровий процес
Гра імітує керування літаком, американським винищувачем F/A-22A Raptor, з виглядом із кабіни пілота.
У грі є два основних режими (або рівні складності) — Cadet (укр. кадет) та Combat (укр. бій), а також режим Training (укр. тренування), де кожна місія супроводжується коментарями та підказками.
Під час проходження гри гравець виконує різні місії: наприклад, треба виграти в повітряному бою з ворожими винищувачами, знищити ціль тощо. Самі місії поділяються на три частини: зліт, власне місія та приземлення.
Літаку протистоятимуть наземні та повітряні противники: танк T-72, зенітний-ракетний комплекс Стріла-10, зенітна самохідна установка ЗСУ-23-4 та винищувачі МіГ-21, МіГ-27 та МіГ-29.
Літак оснащено звичайним кулеметом, а також ракетами. На всю місію видається обмежений боєзапас, поповнюється він лише під час переходу до наступного завдання.
У кабіні пілота можна спостерігати за поточною статистикою гри. Там на екранах відображаються рівень висоти, кількість палива (можна дозаправлятися прямо в польоті), ціль та вороги в межах видимості тощо. Також можна простежити за рухом літака (супротивника, польотом ракети) з боку. Про боєзапас, що залишився, можна дізнатися в меню паузи.

## Оцінки
Гра отримала переважно високі оцінки критиків. Наприклад, англійський журнал Mean Machine оцінив гру в 93 бали зі 100 можливих, американський журнал GamePro — 4 бали з 5, а німецький журнал PC PowerPlay — 71% зі 100.